# ولدان النخيلاوي
ولدان نزار النخيلاوي (ولد في 10 آب / أغسطس 1986) هو رياضي عراقي منافس في  الألعاب البارالمبية وسباقات المضمار والميدان حاصل على التصنيف F41. حصل على الميدالية البرونزية في رمي الرمح في الألعاب البارالمبية الصيفية 2012 في لندن، وبعد أربع سنوات حصل على الميدالية الفضة في نفس الحدث في الألعاب البارالمبية الصيفية 2016 في ريو دي جانيرو.

## إنجازاته في ألعاب القوى
مثل النخيلاوي العراق في الألعاب البارالمبية الصيفية 2012، برياضة دفع الثقل ورمي القرص ورمي الرمح. أفضل نتيجة له كانت في رمي الرمح، حيث احتل المركز الثالث. كما تنافس في ثلاثة من بطولات العالم لألعاب القوى لذوي الاحتياجات الخاصة، وحاز على الميدالية الفضية في رمي الرمح في عام 2011 في كرايستشيرش. بعد أولمبياد المعاقين 2012، أعادت اللجنة البارالمبية الدولية التصنيف فئة F40، وأنشأت تصنيفات جديدة. وتم وضع النخيلاوي في التصنيف فئة F41 الذي تنافس عليه من عام 2013. وفي هذه الفئة فاز بالميدالية الذهبية في دورة الألعاب الآسيوية 2014 في إنشيون.